# Eberhard von Dienheim

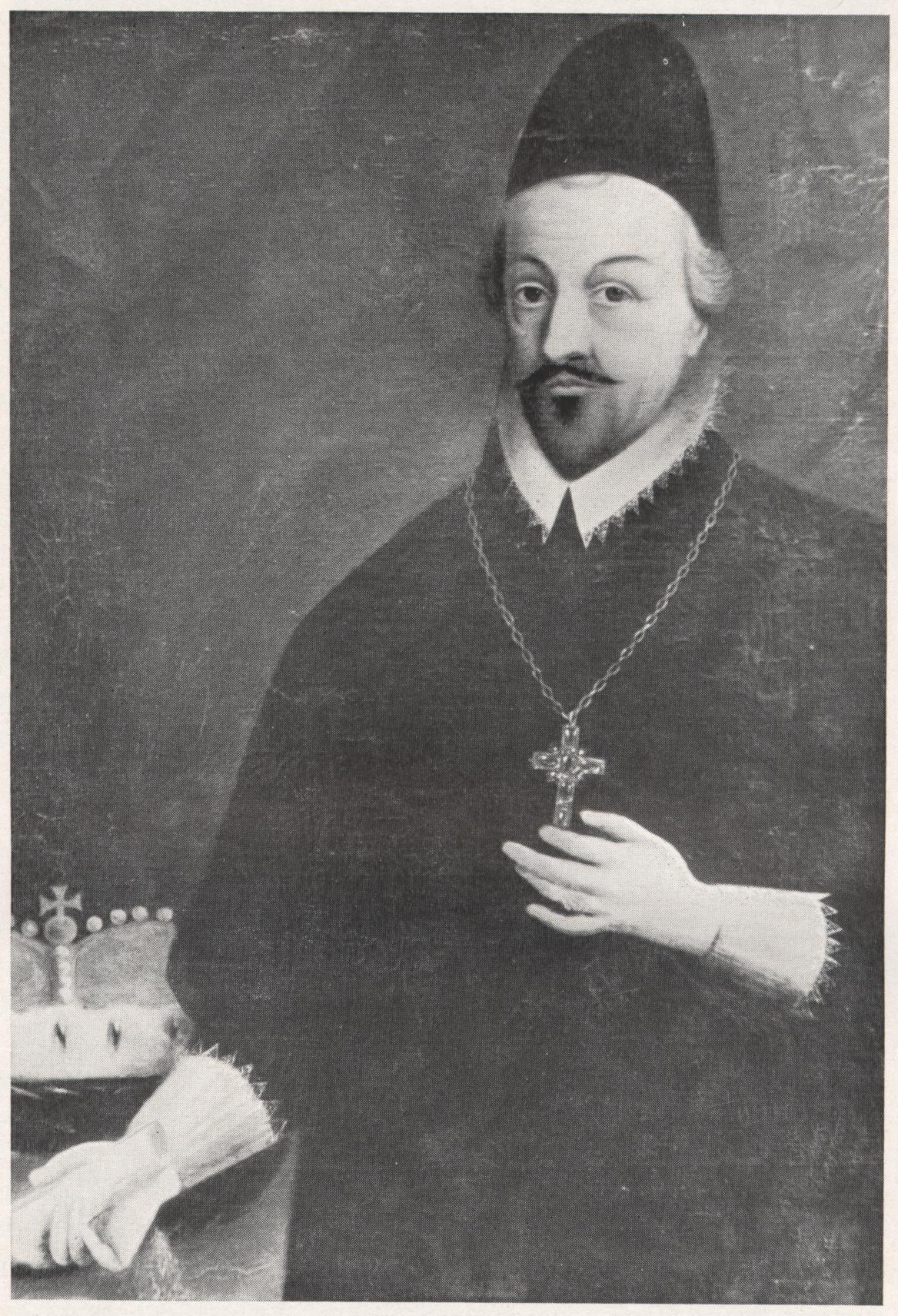
Bischof Eberhard von Dienheim, zeitgenössisches Gemälde im Bischöflichen Ordinariat Speyer.

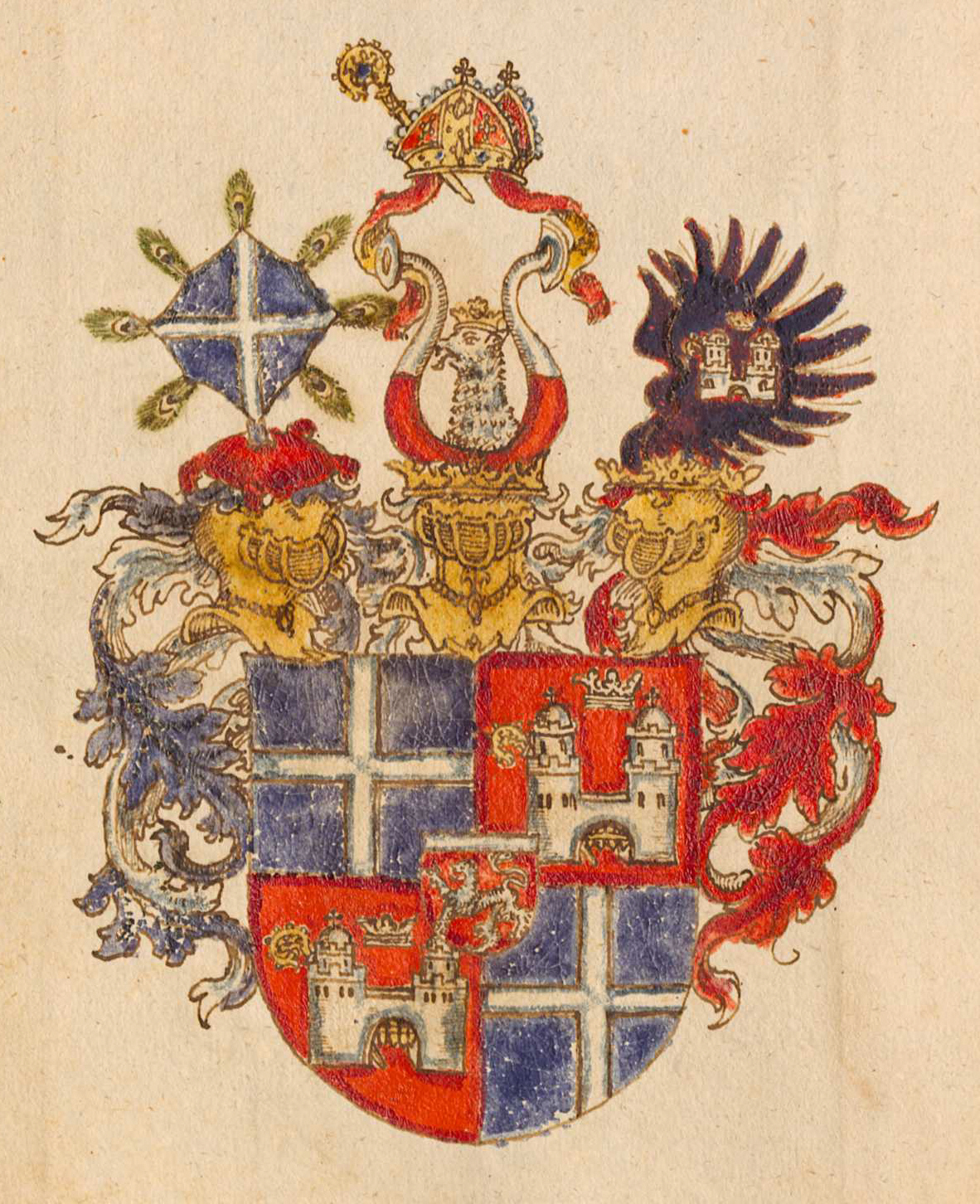
Wappen Eberhards von Dienheim (1594) als Fürstbischof von Speyer (in blau ein silbernes Kreuz) und Fürstpropst von Weißenburg (in rot eine silberne Burg), Herzschild: Familienwappen Dienheim (ein aufrecht schreitender gekrönter Löwe in Silber auf Rot)

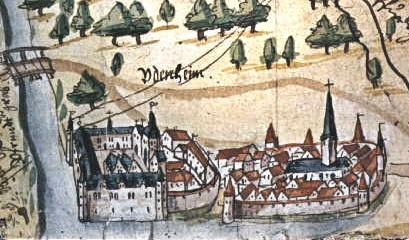
Udenheim mit Schloss der Bischöfe von Speyer, 1590

Eberhard von Dienheim (* um 1540; † 9. Oktober 1610) war Bischof von Speyer von 1581 bis 1610. Er residierte in Udenheim.

## Herkunft
Eberhard stammte aus der Familie der Freiherren von Dienheim, benannt nach dem Ort Dienheim. Seine Eltern waren Johann von Dienheim, * 22. Oktober 1508, † 30. September 1570, kurpfälzischer Rat, Amtmann zu Kreuznach ⚭  5. Oktober 1529 mit Ursula Cratz von Scharffenstein, † 1584. Ein Vetter mütterlicherseits war der Wormser Fürstbischof Philipp II. Kratz von Scharfenstein. Philipp Cratz von Scharfenstein, Bruder der Mutter, kurtrierischer Amtmann zu Koblenz, sowie sponheimischer Amtmann zu Trarbach und Kastellaun, war verheiratet mit Anna von Schönenberg, Schwester der Wormser bzw. Trierer Bischöfe Georg von Schönenberg und Johann VII. von Schönenberg.
Der Mainzer Domdekan und Dompropst Adolph Hund von Saulheim († 1668) war sein Großneffe.

## Leben

### Aufstieg ins Domkapitel von Speyer
Am 29. Juli 1553 wurde Eberhard von Dienheim als Domizellar im Domkapitel von Speyer aufgenommen und studierte in Mainz, Heidelberg, Köln, Freiburg im Breisgau und Dole. Von seiner Studienzeit in Köln heißt es, er habe keinen Präzeptor und sei etwas „blöd und schwach“. Und als er von Dole zum Kapitel zurückreisen wollte, konnte er nicht aufbrechen, weil der Geldbote ausgeraubt wurde und der Student seine Schulden nicht bezahlen konnte.
Am 28. April 1561 wurde er zum Domkapitel zugelassen und beteiligte sich an der Arbeit im Kapitel. Bischof Marquard von Hattstein stattete ihn 1561 mit der reichen Pfründe des Domsängers aus. Außerdem war Eberhard von Dienheim Domscholaster in Worms und Propst am Nebenstift St. German in Speyer. Das Domkapitel wählte ihn am 20. November 1581 als Nachfolger des verstorbenen Bischofs Marquard von Hattstein und rühmte in einem Schreiben an den Kaiser seine Tapferkeit, seinen ehrbaren Wandel, seine guten Sitten, seine Vernunft und Geschicklichkeit. Verzögert durch den Ausbruch einer Seuche und den Kölnischen Krieg wurde Eberhard von Dienheim erst am 1. Januar 1584 zum Bischof von Speyer in der Schloßkirche zu Udenheim vom Mainzer Weihbischof Stephan Weber geweiht.

### Kirchenmann und Landesherr
In den Wahlkapitulationen hatte sich Eberhard von Dienheim verpflichten müssen, nach der päpstlichen Bestätigung die bischöfliche Weihe zu empfangen und nach Möglichkeit das bischöfliche Amt selbst zu verwalten, die Pfarreien zu besuchen oder durch die Pröpste besuchen zu lassen, dafür zu sorgen, dass Geistliche und Laien in der katholischen Lehre und Zucht unterwiesen und gut geleitet werden. Ohne Zustimmung des Domkapitels durfte er keinen neuen Bettelorden in der Stadt aufnehmen und nur katholische Räte und Kanzleipersonen anstellen, auch keinen neuen Schlossbau in Angriff nehmen. Damit war der Aufgabenkatalog seiner Amtszeit umrissen.
Generalvikar Beatus Moses visitierte die Landgemeinden 1583–1588. Die Visitationsprotokolle der Landkapitel Hambach und Weißenburg haben sich erhalten und geben ein trauriges Bild von der Situation der Pfarrer. Sie trugen Wams und Hose, hatten Frau und Kinder und versahen neben ihren lebensnotwendigen bäuerlichen Arbeiten schlecht ausgebildet die Gemeinde mit den nötigen Gottesdiensten und Sakramenten. Das gesamte Brauchtum hatte unter den Einwirkungen der Reformation gelitten, die Krankensalbung war „ganz in Abgang“ gekommen. Domkapitel und Bischof bemühten sich um Reformmaßnahmen für den Klerus: Ämterkauf sollte es nach der Regionalsynode und unerlaubte Vertreter im Dienst nach den neuen Dekanatsstatuten von 1588 nicht mehr geben. Einige Pfarrer, die im Konkubinat lebten, wurden durch Alumnen des Domkapitels ersetzt, die bei den Jesuiten studiert hatten. Ein neues Brevier für das tägliche Gebet der Pfarrer ließ Bischof Eberhard auf eigene Kosten drucken, das Tragen des Talars wurde verordnet und die Beichte verstärkt. 1599 gab er ein Gesangbuch heraus, das erstmals das Lied Es ist ein Ros entsprungen enthielt. Zur Christenlehre ließ Bischof Eberhard den Katechismus des Petrus Canisius auf seine Kosten drucken und verteilen. Die Errichtung eines eigenen bischöflichen Seminars für den Priesternachwuchs allerdings geschah aus Finanznöten nicht. Vielfältig und doch begrenzt waren die Reformmaßnahmen zur Verbesserung des Klerus und zur religiösen Erneuerung des Volkes. Die im Bistum aktiven radikal-reformatorischen Täufer wurden nicht unter Anwendung des Reichsrechts (also des Wiedertäufermandates) mit der Todesstrafe bekämpft, sondern bei Weigerung ihre täuferisch-reformatorischen Ansichten zu widerrufen aus ihrer Heimat vertrieben – unter Verlust ihrer wirtschaftlichen Güter. Der Hexenwahn aber war noch wie in der Kurpfalz auch in vielen Gemeinden des Hochstiftes zu Hause.
Eberhard von Dienheim hat die um den Domdekan Andreas von Oberstein entstehende Reform auf der einen Seite gestützt und gefördert und auf der anderen Seite durch seine Misswirtschaft gefährdet. Er hatte das Hochstift, dessen Jahreseinnahmen 15.000 fl (Gulden) betrugen, schuldenfrei angetreten, 1606 hatte es 126.000 fl (Gulden) Schulden. Städte und Dörfer mussten verpfändet und dem Bischof ein Koadjutor an die Seite gestellt werden. Das Domkapitel wählte am 29. Mai 1609 als Koadjutor mit dem Recht auf die Bischofsnachfolge statt Domdekan Adolph Wolff von Metternich den Vetter des erkrankten Eberhard von Dienheim, Philipp Christoph von Sötern. Für die Reise nach Rom zu seiner Bestätigung lieh dieser dem Hochstift das nötige Geld, weil sich kein anderer Geldgeber finden ließ. Den an Pfründen reichen und für die Interessen des Kurfürstentum Mainz auftretenden von Sötern nannte Herzog Maximilian von Bayern das „Unterhemd des Kurfürsten“.

### Tod
Eberhard von Dienheim starb am 9. Oktober 1610. Sein Herz wurde in Udenheim beigesetzt, sein Leichnam wurde dem Dom zu Speyer übergeben.

## Wappen
Das fürstbischöfliche Wappen ist üblicherweise geviert. Die Felder des Wappenschildes führen im Wechsel das Familienwappen derer von Dienheim, ein aufrecht schreitender  gekrönter Löwe in Silber auf Rot. Im gegenüberliegenden Feld findet sich das Wappen der Fürstpropstei Weißenburg. Die verbliebenen beiden Felder sind besetzt mit dem Wappen des Bistums Speyer, ein silbernes Kreuz auf blauem Grund.